# Johann Halbritter (Politiker)
Johann Halbritter (* 1. Juli 1927 in Neusiedl am See; † 20. März 2014) war ein österreichischer Politiker (ÖVP) und Architekt. Halbritter war von 1975 bis 1991 Abgeordneter zum Burgenländischen Landtag und von 1987 bis 1991 dessen Präsident.

## Werdegang
Halbritter wurde als Sohn des Schuhmachermeisters Karl Halbritter aus Neusiedl am See geboren und besuchte die Volks- und Hauptschule in Neusiedl am See sowie die HTL Mödling, an der er 1945 maturierte. Zuvor war Halbritter im Juli 1944 zum Reichsarbeitsdienst eingezogen worden, ab Oktober 1944 leistete er den Militärdienst ab, wobei er sich zu Kriegsende in amerikanischer Kriegsgefangenschaft befand. Halbritter studierte Architektur an der Technischen Hochschule Wien und schloss sein Studium 1956 mit dem akademischen Grad Dipl.-Ing. ab. Er erwarb 1962 die Befugnis eines Architekten. Seit 1947 war er Mitglied der katholischen Studentenverbindung KaV Austro-Peisonia Wien im ÖCV.
Politisch engagierte sich Halbritter ab 1961 als ÖVP-Stadtparteiobmann von Neusiedl am See, ab 1962 wirkte er zudem als Gemeinderat und ab 1967 bis 1997 als Bürgermeister. Er wurde am 19. November 1973 zum Bezirksobmann des Burgenländischen Gemeindebundes gewählt und hatte von 1975 bis 1988 das Amt des ÖVP-Bezirksparteiobmanns inne. Er vertrat die ÖVP zwischen dem 6. November 1975 und dem 18. Juli 1991 im Burgenländischen Landtag und war zunächst von 1982 bis 1986 Klubobmann der ÖVP-Burgenland. Zwischen dem 11. Juni 1986 und dem 30. Oktober 1987 war er 2. Präsident des Burgenländischen Landtags, vom 30. Oktober 1987 bis zum 18. Juli 1991 hatte er das Amt des Landtagspräsidenten inne. 

## Auszeichnungen
- 1991: Großes Goldenes Ehrenzeichen mit dem Stern für Verdienste um die Republik Österreich[1]
- 1997: Ehrenring der Stadt Neusiedl[2]